# Porteirinha (kommun)
Porteirinha är en kommun i Brasilien.   Den ligger i delstaten Minas Gerais, i den östra delen av landet, 500 km öster om huvudstaden Brasília. Antalet invånare är 37 638.
Följande samhällen finns i Porteirinha:
- Porteirinha

Omgivningarna runt Porteirinha är huvudsakligen savann. Runt Porteirinha är det ganska tätbefolkat, med 86 invånare per kvadratkilometer.